# Onsala
Onsala este un oraș în Suedia.

## Demografie
| \| Evoluția demografică a zonei urbane Onsala, 1990–2015 \| Evoluția demografică a zonei urbane Onsala, 1990–2015 \| Evoluția demografică a zonei urbane Onsala, 1990–2015 \| Evoluția demografică a zonei urbane Onsala, 1990–2015 \| Evoluția demografică a zonei urbane Onsala, 1990–2015 \| \| --------------------------------------------------------------------------------------- \| ----------------------------------------------------- \| ----------------------------------------------------- \| ----------------------------------------------------- \| ----------------------------------------------------- \| \| An \| \| \| Locuitori \| \| \| 1990 \| 1990 \| \| 517 \| 517 \| \| 1995 \| 1995 \| \| 6.352 \| 6.352 \| \| 2000 \| 2000 \| \| 6.893 \| 6.893 \| \| 2005 \| 2005 \| \| 11.380 \| 11.380 \| \| 2010 \| 2010 \| \| 11.951 \| 11.951 \| \| 2015 \| 2015 \| \| 12.275 \| 12.275 \| \| Sursa: SCB - Statistika Centralbyrån, Folkmängden per tätort. Vart femte år 1960 - 2016 \| \| \| \| \| |      |  |           |        |
| Evoluția demografică a zonei urbane Onsala, 1990–2015 |      |  |           |        |
| An |      |  | Locuitori |        |
| 1990 | 1990 |  | 517       | 517    |
| 1995 | 1995 |  | 6.352     | 6.352  |
| 2000 | 2000 |  | 6.893     | 6.893  |
| 2005 | 2005 |  | 11.380    | 11.380 |
| 2010 | 2010 |  | 11.951    | 11.951 |
| 2015 | 2015 |  | 12.275    | 12.275 |
| Sursa: SCB - Statistika Centralbyrån, Folkmängden per tätort. Vart femte år 1960 - 2016 |      |  |           |        |